# Chiesa di San Siro (Madruzzo)
La chiesa di San Siro è una chiesa cattolica situata presso Lasino, capoluogo del comune di Madruzzo, in provincia di Trento; è sussidiaria della parrocchiale di San Pietro di Lasino e fa parte dell'arcidiocesi di Trento.

## Storia

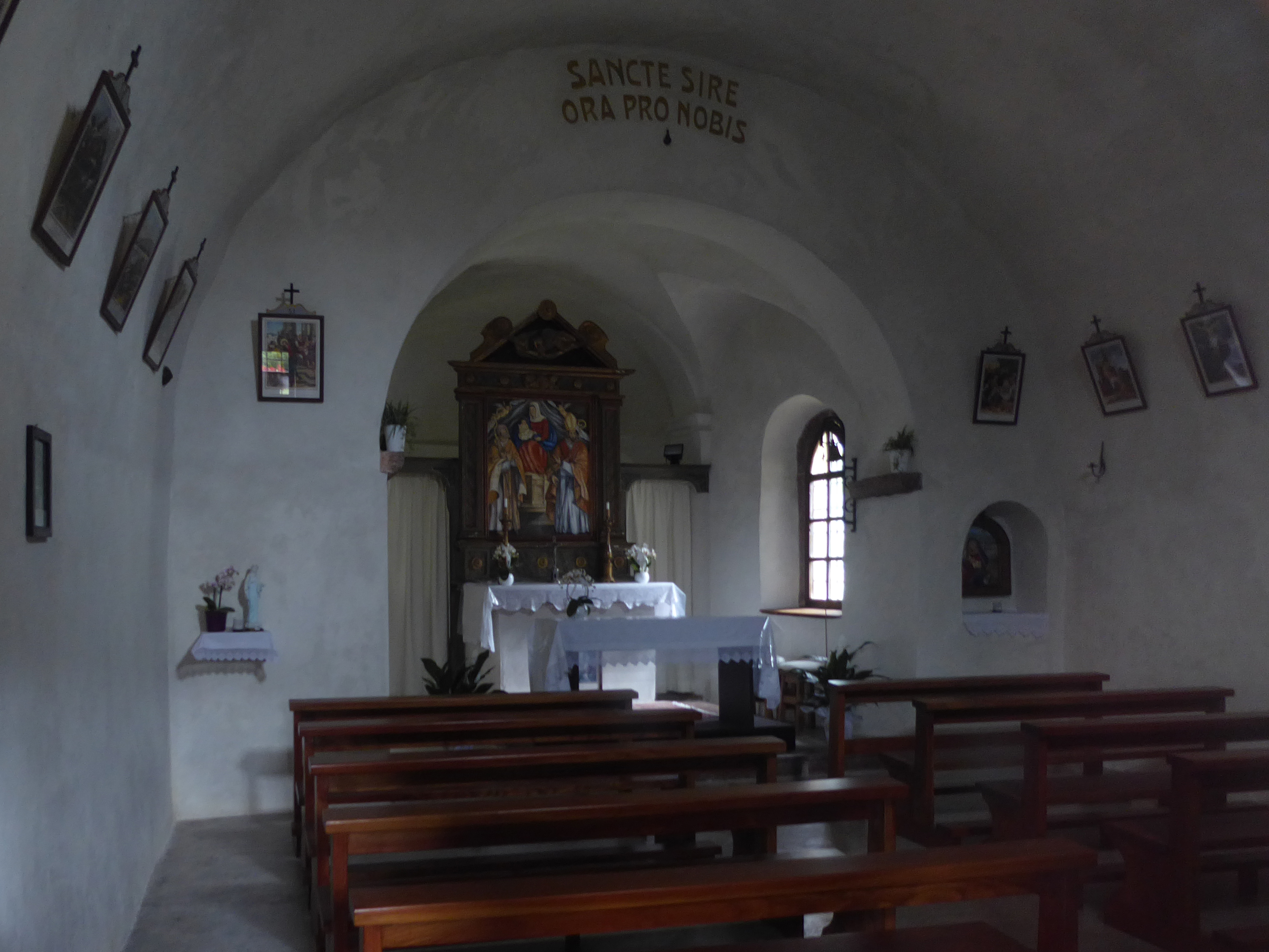
Interno

Una prima chiesa sul luogo, di stampo romanico, sorse nel XII secolo, ed era dedicata a san Procolo, vescovo di Verona; la prima testimonianza scritta che ci è giunta è nel Codex Clesianus del 1307; il suo campanile venne sopraelevato tra la fine del Duecento e l'inizio del Trecento, e negli anni 1360 o 1370 essa venne affrescata da un pittore di area veronese.
Intorno al 1484 l'edificio venne ampliato e rimaneggiato, e il 3 luglio di quell'anno venne riconsacrato dal vescovo suffraganeo Giorgio Ving, cambiandone l'intitolazione in favore di san Siro, vescovo di Pavia. Come documenta la targa affissa in facciata, intorno al giugno 1610 la chiesa venne sostanzialmente ricostruita, risparmiando dell'originale solo abside e campanile e riorientandola verso nord; seguì quindi una nuova consacrazione, celebrata l'11 giugno 1625 da Pietro Belli (vescovo titolare di Gerapoli e canonico del duomo di Trento).
Nel 1890 venne modificato il presbiterio in stile neogotico, aggiungendo anche l'abside, e nel 1906 venne posato il pavimento. Nel corso del Novecento sono poi stati effettuati vari restauri: nel 1958-59, nel 1977 e nel 1984 (quest'ultimo relativo agli affreschi).

## Descrizione

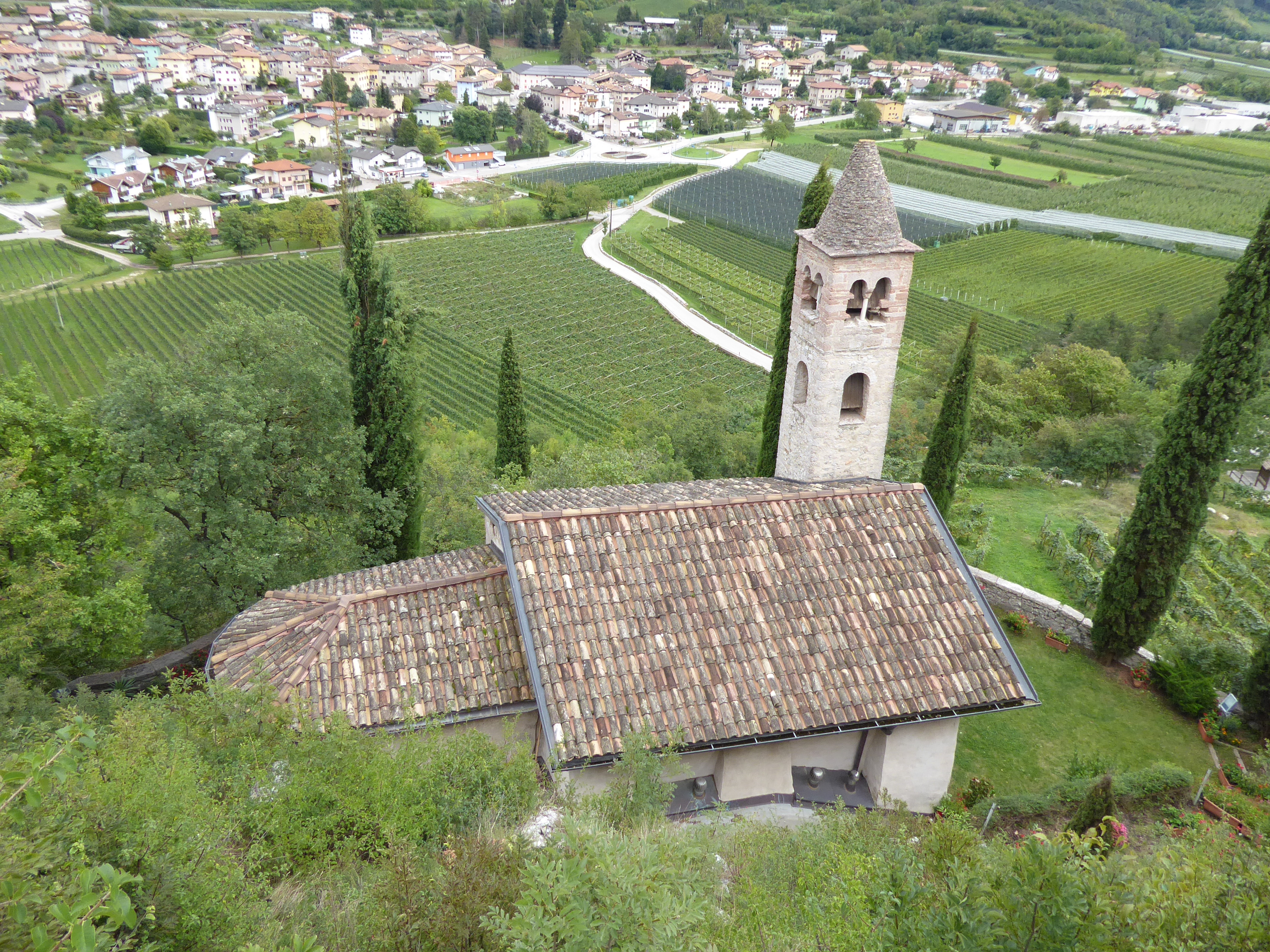
Vista dall'alto, con il paese di Lasino sullo sfondo

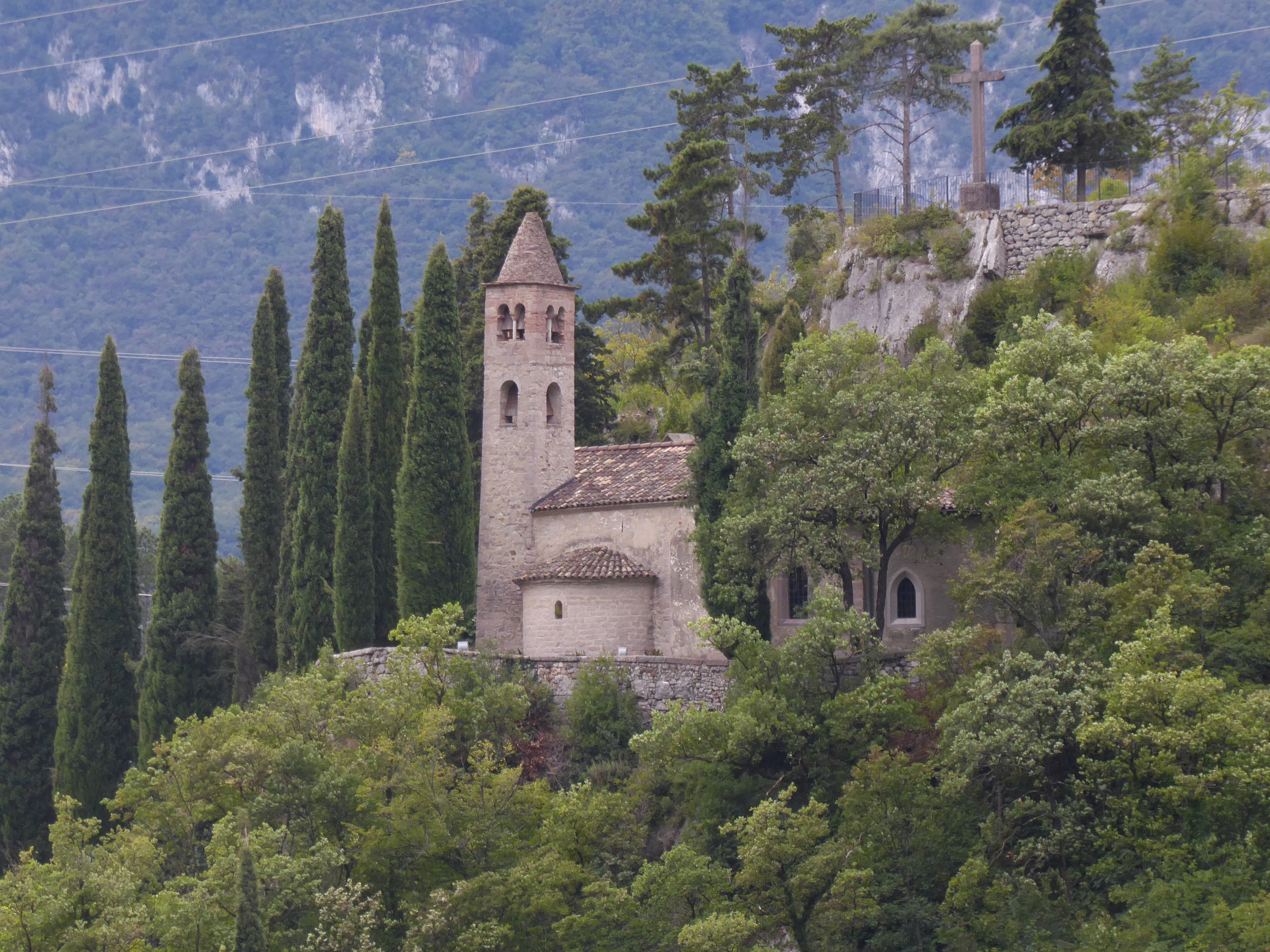
La chiesa vista da Lasino

La chiesa sorge sul colle di San Siro, introdotta da una lunga scalinata fiancheggiata da cipressi, sulla strada che da Lasino scavalca i monti per scendere a Pergolese; lungo la salita per giungere alla chiesa si snoda una via Crucis, eretta nel 1937, con capitelli che conservano rilievi delle varie stazioni.

### Esterno
La chiesa si presenta con facciata a capanna, aperta dal portale d'ingresso architravato, affiancato sulla sinistra da una finestra rettangolare, e da una mensa in pietra sulla destra; al centro della facciata, in alto, si trova un oculo. Il fianco sinistro dell'edificio è appoggiato alle rocce della collina ed è rinforzato da contrafforti, e non presenta alcuna apertura; il fianco destro, appoggiato contro la facciata, è caratterizzato dall'emergere dei corpi del campanile e della cappella laterale.
La torre campanaria è a base quadrata, con il fusto che risale ancora alla prima struttura: in alto, sopra un ordine di grandi monofore, si trova la cella campanaria a bifore, sormontata da una cuspide conica in pietra.

### Interno
L'interno è composto da un'unica navata a pianta rettangolare, voltata a botte; l'arco santo, che riporta un'invocazione al santo titolare, introduce al presbiterio, illuminato da due finestre ogivali, voltato a lunetta e concluso da un'abside catinata. Nella parete destra della navata si apre la cappella laterale, che era l'abside della prima chiesa; è decorata da numerosi affreschi di epoca trecentesca, è illuminata da una singola, piccola finestrella: tra i soggetti dipinti, che si estendono fino al vecchio arco santo, si riconoscono i dodici apostoli, i simboli dei quattro evangelisti, un Cristo Pantocratore, l'Annunciazione e un santo vescovo, da identificarsi probabilmente con lo stesso san Siro.